# Gran Premio di superbike di Mosport 1991
Il Gran Premio di Superbike di Mosport 1991 è stata la terza prova su tredici del campionato mondiale Superbike 1991, è stato disputato il 2 giugno sul Mosport Park e ha visto la vittoria di Pascal Picotte in gara 1, mentre la gara 2 è stata vinta da Tom Kipp.
La gara venne boicottata da tutti i piloti iscritti al mondiale a causa della pericolosità del circuito e alla partenza si presentarono solo piloti wild card il cui numero era così ridotto che nella seconda manche non vennero neppure assegnati tutti i punti disponibili; fu questa l'ultima edizione disputata su questo circuito.

## Risultati

### Gara 1

#### Arrivati al traguardo[4]
| Pos. | Nº  | Pilota            | Motocicletta | Tempo     | Griglia | Punti |
| ---- | --- | ----------------- | ------------ | --------- | ------- | ----- |
| 1º   | 72  | Pascal Picotte    | Yamaha       | 35:17.030 | 2º      | 20    |
| 2º   | 13  | Yves Brisson      | Honda        | +0:07.425 | 4º      | 17    |
| 3º   | 73  | Steve Crevier     | Kawasaki     | +0:09.382 | 5º      | 15    |
| 4º   | 26  | Linnley Clarke    | Yamaha       | +0:16.197 | 9º      | 13    |
| 5º   | 75  | Michael Taylor    | Kawasaki     | +0:38.949 | 8º      | 11    |
| 6º   | 63  | Benoît Pilon      | Yamaha       | +0:40.196 | 6º      | 10    |
| 7º   | 32  | James Adamo       | Ducati       | +0:40.227 | 7º      | 9     |
| 8º   | 98  | John Hopperstad   | Yamaha       | +1:24.480 | 11º     | 8     |
| 9º   | 35  | Christian Gardner | Yamaha       | +1 giro   | 16º     | 7     |
| 10º  | 38  | Tom Etherington   | Yamaha       | +1 giro   | 14º     | 6     |
| 11º  | 88  | Clyde Macdonald   | Suzuki       | +1 giro   | 13º     | 5     |
| 12º  | 45  | Mike Walsh        | Yamaha       | +1 giro   | 15º     | 4     |
| 13º  | 41  | Phil Kress        | Kawasaki     | +1 giro   | 10º     | 3     |
| 14º  | 171 | František Mrázek  | Ducati       | +1 giro   | 12º     | 2     |
| 15º  | 57  | Don Vance         | Suzuki       | +2 giri   | 17º     | 1     |

#### Ritirati
| Nº | Pilota          | Motocicletta | Giri     | Griglia |
| -- | --------------- | ------------ | -------- | ------- |
| 24 | Reuben McMurter | Honda        | +20 giri | 3º      |
| 76 | Tom Kipp        | Yamaha       | +21 giri | 1º      |

### Gara 2

#### Arrivati al traguardo[5]
| Pos. | Nº  | Pilota            | Motocicletta | Tempo     | Griglia | Punti |
| ---- | --- | ----------------- | ------------ | --------- | ------- | ----- |
| 1º   | 76  | Tom Kipp          | Yamaha       | 36:27.553 | 1º      | 20    |
| 2º   | 26  | Linnley Clarke    | Yamaha       | +0:09.437 | 9º      | 17    |
| 3º   | 24  | Reuben McMurter   | Honda        | +0:10.328 | 3º      | 15    |
| 4º   | 13  | Yves Brisson      | Honda        | +0:10.333 | 4º      | 13    |
| 5º   | 73  | Steve Crevier     | Kawasaki     | +0:10.408 | 5º      | 11    |
| 6º   | 63  | Benoît Pilon      | Yamaha       | +1:18.895 | 6º      | 10    |
| 7º   | 98  | John Hopperstad   | Yamaha       | +1:18.987 | 11º     | 9     |
| 8º   | 41  | Phil Kress        | Kawasaki     | +1 giro   | 10º     | 8     |
| 9º   | 38  | Tom Etherington   | Yamaha       | +1 giro   | 14º     | 7     |
| 10º  | 35  | Christian Gardner | Yamaha       | +1 giro   | 16º     | 6     |
| 11º  | 88  | Clyde Macdonald   | Suzuki       | +1 giro   | 13º     | 5     |
| 12º  | 45  | Mike Walsh        | Yamaha       | +2 giri   | 15º     | 4     |
| 13º  | 171 | František Mrázek  | Ducati       | +2 giri   | 12º     | 3     |

#### Ritirati
| Nº | Pilota         | Motocicletta | Giri     | Griglia |
| -- | -------------- | ------------ | -------- | ------- |
| 57 | Don Vance      | Suzuki       | +4 giri  | 17º     |
| 32 | James Adamo    | Ducati       | +9 giri  | 7º      |
| 72 | Pascal Picotte | Yamaha       | +19 giri | 2º      |
| 75 | Michael Taylor | Kawasaki     | +25 giri | 8º      |